# Sebsi

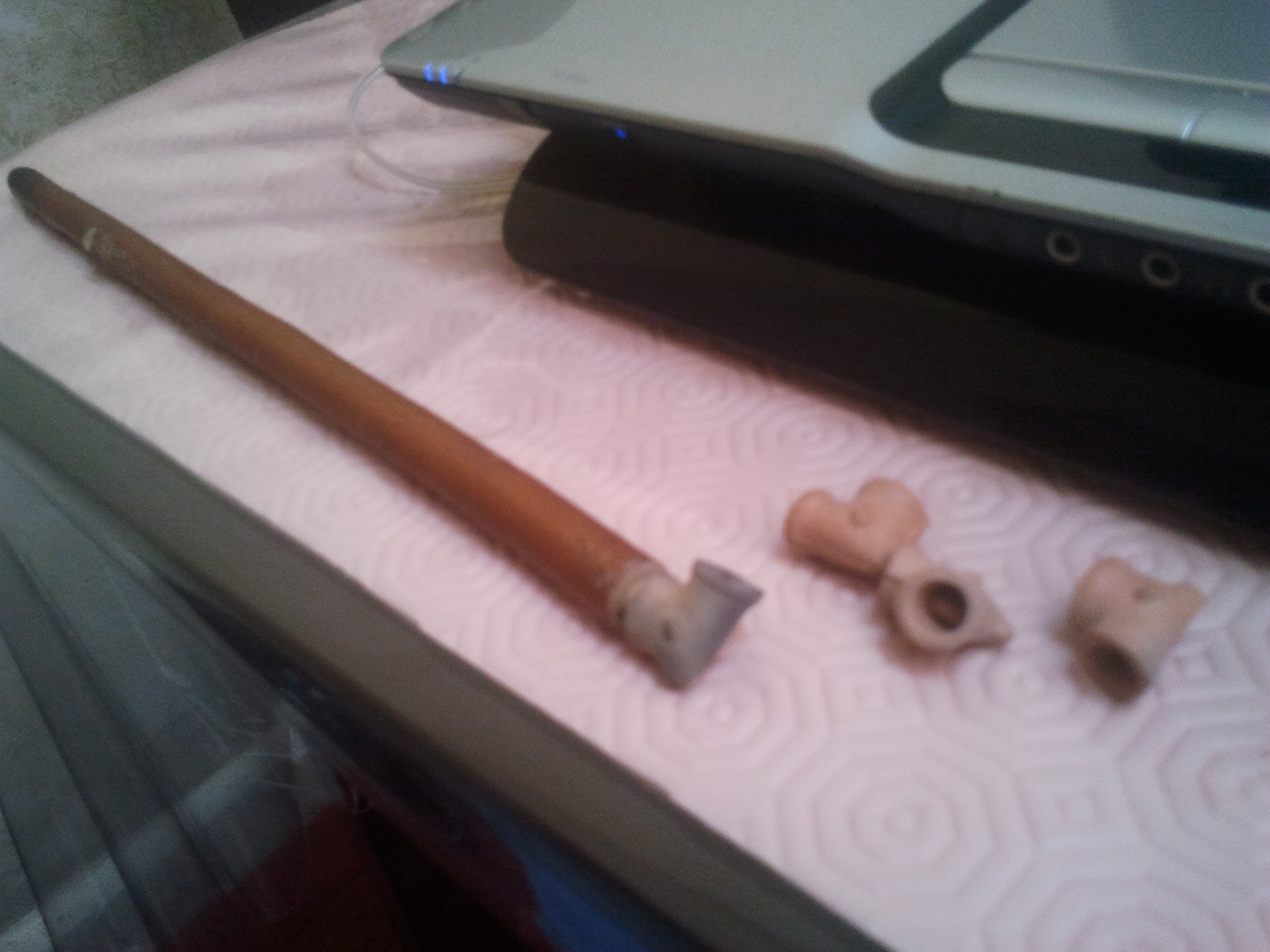
Une sebsi

Une sebsi ou sibsi (au pluriel : s'basa) est une pipe originaire du Maroc. Elle est confectionnée en bois, de longue taille, très fine avec une petite cuve fourneau) en pierre (stéatite) ou en terre cuite (shqaf, pluriel shqofa), ca. 5.5 mm de diamètre, qui permet de consommer (fumer) des mini-portions (25mg.) de kif pur (un mélange moitié-moitié de sommités fleuries de cannabis, d'où on retire la résine, et d'un tabac local).